# Krukslätten

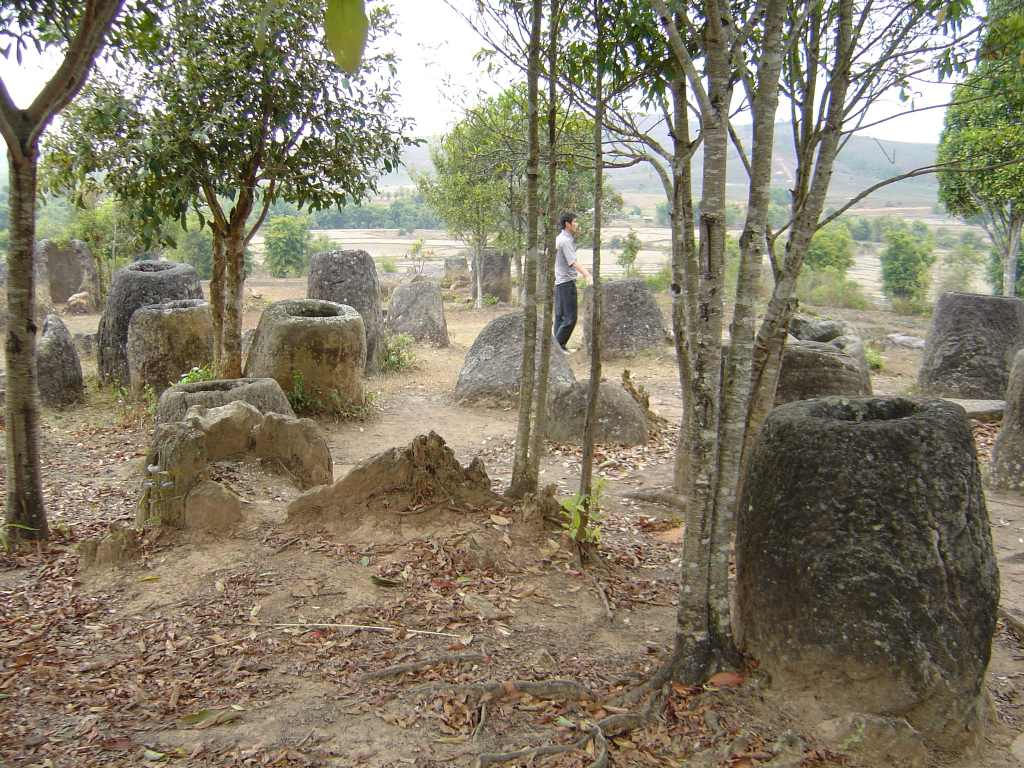
Krukslätten

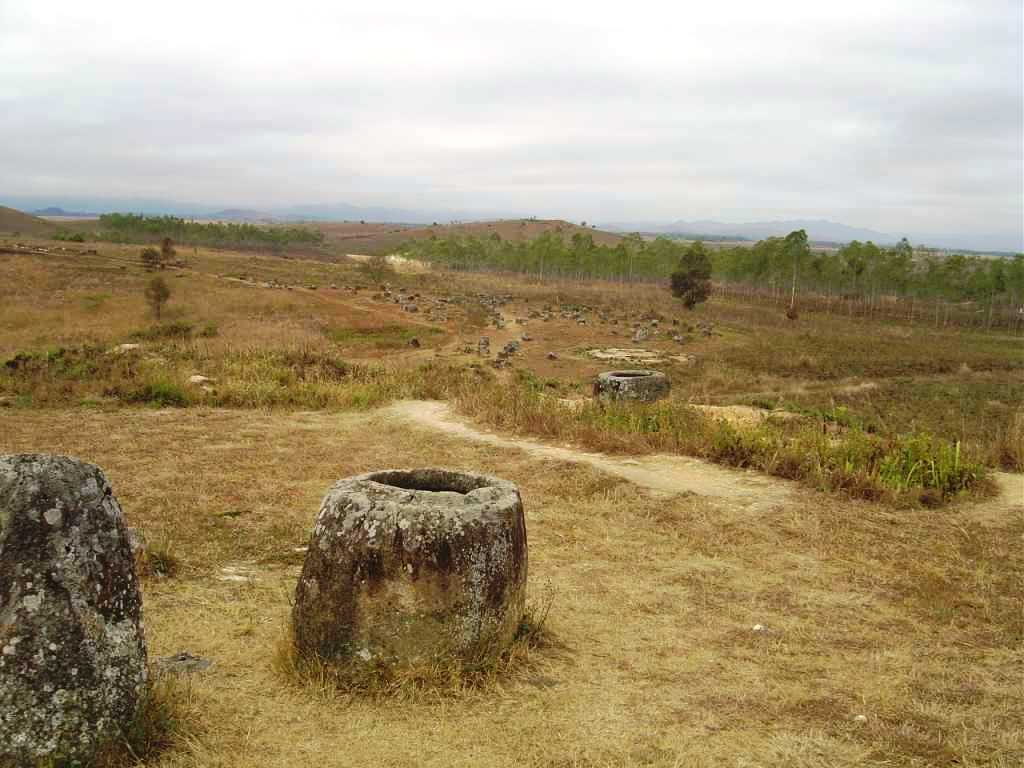
Krukslätten

Krukslätten (engelska: Plain of Jars) är ett område i Xieng Khouangprovinsen i Laos. Här har man upptäckt ett stort antal enorma kärl och krukor, vars härkomst är okänd. De stora kärlen och krukorna är tillverkade i massiv kalksten som inte är från området. Många av de mindre krukorna har stulits av samlare, men det finns fortfarande flera hundra i området.
Lokala folksägner hävdar att krigarkungen Khun Jeuam tog hit en här från södra Kina och besegrade den onde hövdingen Chao Angka. Det stora slaget följdes av en stor fest, vid vilken hundratals krukor lao-lao-risvin inmundigades. Khun Jeuam var tydligen dålig på att städa efter sig, för han lämnade de tömda kärlen; nästan tre hundra finns kvar, spridda på slätterna runt Phonsavan, däribland hans egen sex ton tunga "segerskål".
Sanningen bakom krukornas härkomst är betydligt svårare att förklara. De har bedömts vara från bronsåldern, från 500 f.Kr. till 500 e.Kr. Senare forskning antyder att de kan vara betydligt äldre.
Många krig har utkämpats på slätten över århundradenas lopp när laotiska, siamesiska, och vietnamesiska styrkor försökt erövra den. På 1800-talet plundrade kinesiska banditer slätten så grundligt att när den franska arkeologen Madeleine Colani kom till platsen i mitten av 1930-talet var krukorna nästan det enda som återstod av den forna civilisationen.
Colani påstod sig ha upptäckt keramikkulor, bronsföremål och andra artefakter som ledde henne att tro att det rörde sig om begravningskrukor. Hon uppskattade deras ålder till 2000 år. Detta är en åsikt som delas av många forskare idag. Colani kunde dock inte förklara hur krukorna hade transporterats till slätten - eller hur det kommer sig att krukorna överlevt alla krig. Ett annat mysterium handlar om föremålen Colani fann; de har alla nämligen försvunnit.
Krukslätten har ett svalt klimat och lämpar sig för fruktodlingar och boskapsuppfödning. Salt, järn, guld och koppar har brutits här, och mineraltillgångarna gjorde slätten till en viktig kommersiell knutpunkt.
År 2019 klassades 15 områden på krukslätten som världsarv av Unesco.

## Befolkning
De folk som först anlände till Krukslätten var Kha-folket som tillhör mon-khmer-folkgruppen. Från kina kom Laofolk som anlände under första årtusendet av vår tidräkning. De som bor vid Krukslätten kallas Lao Phoueun. De byggde upp jordbrukssamhällen och odlade ris och senare även frukt och grönsaker och ägnade sig i allt större utsträckning åt boskapsskötsel. Från södra Kina kom stammarna Meo och Yao som började slå sig ner i området kring krukslätten på 1850-talet. Eftersom dalarna redan var bebodda slog de sig ner högre upp på bergen och ägnade sig åt svedjebruk och flyttade vart femte till vart sjunde år. Ett visst ekonomiskt välstånd lyckades de skapa genom att ägna sig åt opiumodling. Senaste immigranterna är vietnameser och kineser som har invandrat på 1900-talet och främst finns i större städer. På 1950-talet tillhörde 80% av de som bodde på Krukslätten Lao Phoueun. Övriga bestod av vietnameser, kineser och meo- och khastammar.

## Historia

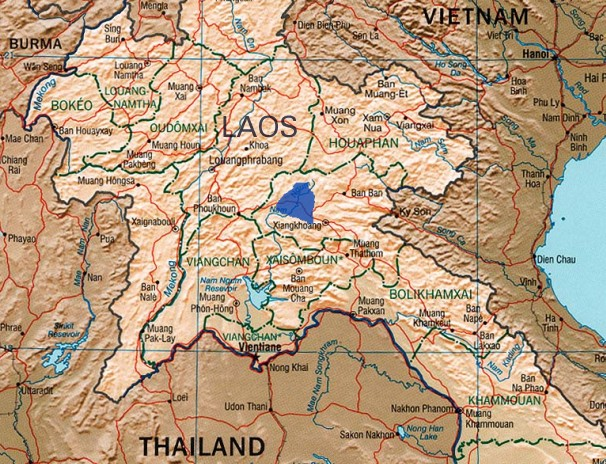
Krukslättens placering

Kontrollen över Krukslätten har skiftat otaliga gångar mellan olika riken. Platsen har ett militärt strategiskt läge mellan Mekongdalen och norra Vietnam, och har alltid varit ett stridsområde. 1893 erövrades den av fransmännen som kom att behålla kontrollen fram tills Japanerna erövrade den under andra världskriget. Fransmännen kom tillbaka, men drog sig ur Indokina 1954. Det amerikanska inflytandet ökade, och främst försökte man rekrytera meofolk och många fick höga poster i den USA-stödda regimen. Till en början kontrollerade högersidan i Laos Krukslätten men de fördrevs av Pathet Lao 1964, och samma år började USA att fälla bomber över området. Totalt släpptes över 75 000 ton bomber mellan 1964 och 1969 och större delen av befolkningen som på 50-talet hade uppgått till ungefär 50000 kom att fly eller evakueras. Det nordvietnamesiska intresset var till en början svagt, men fler och fler rådgivare skickades till området och 1969 fanns över 1000 nordvietnamesiska soldater i området.
Idag finns stora mängder odetonerade bomber kvar även om minröjningsarbete pågår. Besökare är hänvisade till vissa säkra områden, och rekommenderas att inte röra sig utanför dessa.